# Eudimorphodon
Eudimorphodon („dobré dva druhy zubů“ = eu – dobrý, di – dvojitý, don – zub) byl rod vývojově primitivního ptakoještěra, druhohorního létajícího plaza. Žil před asi 220 miliony lety na území dnešní Itálie. Jeho kostra byla nalezena v břidlicích ze severní Itálie. Tento nález je datován do období pozdního triasu, což z tohoto tvora dělá jedno z nejstarších známých ptakoještěrů.

## Vzhled
Eudimorphodon vypadal jako typický pterosaur – měl dlouhá křídla s rozpětím kolem 1 metru. Na křídlech měl 4 prsty. Čtvrtý prst byl prodloužen a bylo na něj navázána membrána tvořící křídlo, které bylo připojeno také ke stehenní kosti. Též měl poměrně slabé zadní končetiny a dlouhý ocas, který mohl být zakončen zvláštním výstupkem ve tvaru kosočtverce. Toto rozšíření by posloužilo jako kormidlo při letu a také by vyvážilo hmotnost hlavy.
Jak název napovídá, měl dva druhy zubů, které byly vidět i po zavření tlamy. Vpředu měl dlouhé špičaté, vzadu naopak širší a kratší. U jiných pterosaurů se zuby vyskytovaly jen v jejich zakrnělé formě, nebo úplně zmizely. V jeho malé čelisti se nacházelo celkem asi 110 zoubků. Lebka byla dlouhá, vhodná pro lov hmyzu a ryb, které se přiblížily k mořské hladině. Na hlavě se také vyskytovaly dvě spánkové jamky.
Jeho fyziologie svědčí o tom, že tento tvor se živil převážně rybami a hmyzem. Toto tvrzení také dokazuje zachovalý nález břišní dutiny obsahující fosilní zbytky ryb z rodu Parapholidophorus.

## Druhy
Rod Eudimorphodonů byl poprvé popsán Zambellim v roce 1973. Tento vědec objevil exemplář druhu Eudimorphodon ranzii. Tento druh později popsal profesor Silvio Ranzi. Další druh eudimorfodona pojmenoval paleontolog Dalla Vecchia v roce 1995. Ten nalezl dva zástupce druhu Eudimorphodon cromptonellus na severu Itálie. Ovšem další práce Dalla Vecchia konstatuje, že tito dva pterosauři byli zástupci jiného rodu pouze s jedním zástupcem, který Vecchia pojmenoval jako Carniadastylus rosenfeldi. Poslední druh Eudimorphodon rosenfeldi byl nalezen v Grónsku. V roce 2003 jej nalezl Jeckins s týmem. Usoudili že tento ptakoještěr je exemplářem druhu, jehož vzorek nalezl na počátku devadesátých let profesor Alfred Walter Crompton. Jméno Eudimorphodon rosenfeldi je zdrobnělina, protože nálezy měly rozpětí křídel asi pouhých 25 cm.
V roce 1986 byly nalezeny v západním Texasu vzorky zubů, je ovšem obtížné určit zda jde o tento druh bez většího nálezu. Samotné vzorky zubů jsou eudimorfodonovým velmi podobné.